# Frédéric d'or

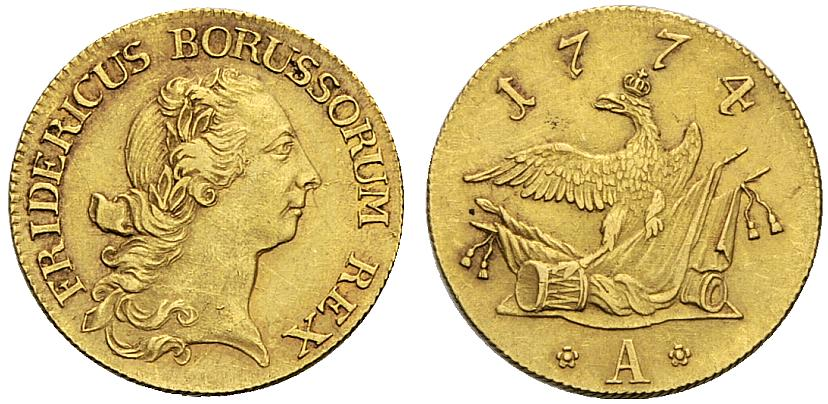
Frédéric d'or de 1774, frappé à Berlin (A).

Le frédéric d'or ((de) Friedrich d'or) est une pièce de monnaie en or frappée dans le royaume de Prusse de 1741 à 1855.
Avant la fabrication de cette monnaie, la Prusse frappait le ducat d'or, d'une valeur de 3,5 thalers, et d'un poids de 3,49 g au titre de 986 millièmes, soit l'exact équivalent du sequin vénitien ou du florin d'or.
En 1741, commence la production d'une nouvelle pièce en or d'une valeur de 5 thalers prussiens et de 5⅔ reichstalers, afin d'être en équivalence sur le plan commercial, avec les monnaies d'or circulantes du Saint-Empire, la pistole de l'Empire espagnol et le louis d'or du royaume de France : cette monnaie fut appelée « frédéric d'or » (l'usage du français était de mise à la cour de Prusse), car il figurait le profil du roi Frédéric de Prusse. Son titre était de 903 millièmes soit un poids d'or fin de 6,0501 g pour un poids total de 6,70 g.
À l'avers est représenté le profil de Frédéric II, avec l'inscription latine Fridericus Borussorum Rex (« Frédéric roi de Prusse », Borussia est le nom latin de la Prusse), et au revers, une aigle couronnée tête tournée à gauche, perchée sur des étendards étendus sur un bouclier et des trophées de guerre. 
Les frappes prussiennes de 1800 à 1814 comportent la signature du médailleur Daniel Friedrich Loos (de) (L).
En royaume de Saxe, au Danemark, etc., on fit de même, mais aussi en royaume de Pologne et la pièce s'appela un auguste d'or en référence à Auguste III.